# Sergio de Celis
Sergio de Celis Montalbán (Palma de Mallorca, 18 de enero de 2000) es un deportista español que compite en natación, especialista en el estilo libre.
Ganó una medalla de bronce en el Luxembourg Euro Meet de 2023, en la prueba de 100 m libre.
Participó en los Juegos Olímpicos de París 2024, ocupando el noveno lugar en los 4 × 100 m libre y el decimonoveno en los 100 m libre.
En el Campeonato Mundial de Natación de 2024 disputó tres finales: quinto en 4 × 100 m estilos, octavo en 4 × 100 m libre y en 4 × 200 m libre. También disputó una semifinal: décimo en 100 m libre con récord de España incluido.